# Герб Островів Кука

Герб Островів Кука

Центральним елементом державного герба Островів Кука є щит синього кольору, в центрі якого розташоване кільце з 15 зірок, що символізують 15 островів архіпелагу. Праворуч від щита зображена біла крачка, що символізує небо, чистоту. У дзьобі вона тримає хрест, що символізує християнську віру. Ліворуч від щита зображено летючу риба (мароро), що символізує багатство океану. Риба тримає кийок, що символізує багатство традицій Островів Кука.